# Красюковская
Красюковская — слобода в Октябрьском районе Ростовской области. Административный центр Красюковского сельского поселения. Малая родина Героев Социалистического Труда В.Н. Гузенко и Льва Цибулина.

## Топоним
Основан как хутор Персиановский. В 1914 году известен как  Персияновско-Грушевский. Современное название с 1921 года, когда хутор получил свое название в честь первого председателя Сельского Совета Красюкова Фёдора Александровича согласно Постановлению Донисполкома от 19 января 1921 года.

## География
Слобода расположена на правом берегу Грушевки вблизи северной части Новочеркасска. На левом берегу реки находится хутор Персиановский, в нём имеется железнодорожная станция Персиановка.

## История
В 1868 году на месте, где в настоящее время находится слобода Красюковская, был основан хутор Персиановский. 
Первыми жителями нового хутора были переселенцы из центральных областей России и Украины. В то время на этой территории находились дачи новочеркасских чиновников. Кроме того, рядом были лагеря, в которых проходили сборы казаков, находившихся в запасе. Это были лагеря Северный и Южный. В хуторе селились казаки, которые обслуживали лагеря.
С 1868 по 1915 годы поселение Персиановка разрослась с восьми дворов до 480, а население с 35 человек выросло до 5168 человек. В 1903 году в хуторе построили церковь.
В 1914 году — х. Персияновско-Грушевский Новочеркасской станицы.
После Октябрьской революции, в 1918 году в хуторе был создан Совет рабочих, крестьянских и солдатских депутатов. Совет возглавил Ф. А. Красюк. В апреле 1918 году, во время восстания казаков против советской власти, Красюка Ф. А. арестовали белоказаки. Красюк трагически погиб в Новочеркасской тюрьме.
Осенью 1920 года, после восстановления советской власти, в память о первом председателе совета хутора Персиановки Ф. А. Красюке было решено переименовать хутор в слободу Красюковскую. На территории Красюковки были созданы три колхоза, которые объединили в один — колхоз им. Фрунзе.

## Население
| 2002 | 2010  |
| ---- | ----- |
| 4323 | ↘4240 |

## Известные люди
- Гузенко, Василий Николаевич — Герой Социалистического Труда.
- Цибулин, Лев Григорьевич — советский геофизик, Герой Социалистического Труда

## Инфраструктура
Личное подсобное хозяйство с зоной сельскохозяйственного использования, индивидуальная застройка усадебного типа.
Основа экономики — сельское хозяйство. ТОО «Колос» (преобразованный из колхоза) и Ассоциация крестьянских (фермерских) хозяйств «Донская степь».
Работают предприятия: МЖК «Аксайский» и цех по производству маргарина.

## Достопримечательности
- На территории Красюковская находятся три памятника природы. Заказники «Аютинские склоны», «Панская балка», «Осиповская балка» расположены на севере района, в окрестностях станицы. Они выделяются в степи темно-зелеными участками. На территории заказников растет около 200 видов цветковых растений. Почвенный покров заказников занесен в Красную Книгу РФ, как образец редких почв степной зоны[3].
- Памятник В. И. Ленину установлен около 1960 года к 90-летию со дня рождения В. И. Ленина.
- Храм Вознесения Господня благоустроен в 2007 году. Освящен малым освящением в 2007 году.
- Памятник воинам, погибшим на территории Красюковской в годы гражданской и Великой Отечественной войн установлен около Красюковского Дома Культуры в 1950 году, выполнен в художественной мастерской города Новочеркасска. На памятнике высечены слова: «Здесь похоронены красные партизаны, принимавшие участие в восстановлении советской власти на Дону: Бондаренко М. И., Чижов И. И., Перелетов К. А., Красюк Ф. А. Участники Великой Отечественной войны 1941—1945 гг: Демаков П. М., Колганов И. Т., Миневич С. В., Хабаров Н. З., Жилецкий В. Т., Кошкарев К. С., Моисеев И. Г., Просляк В. Г., Рукавишин К. М. и десять человек, фамилии которых не установлены. Вечная слава Героям, павшим в борьбе за свободу и независимость нашей Родины».
- Обелиск «Вечная память героям» установлен на территории школы № 62 в 1975 году. На обелиске написаны фамилии воинов земляков, погибших на фронтах Великой Отечественной войны. Обелиск сделан слесарями и сварщиками колхоза имени Фрунзе под руководством инженера Никольцева Петра Яковлевича.
- Археологический памятник Поселение Красюковское-1.